# رأس هانيبال هولي دولار

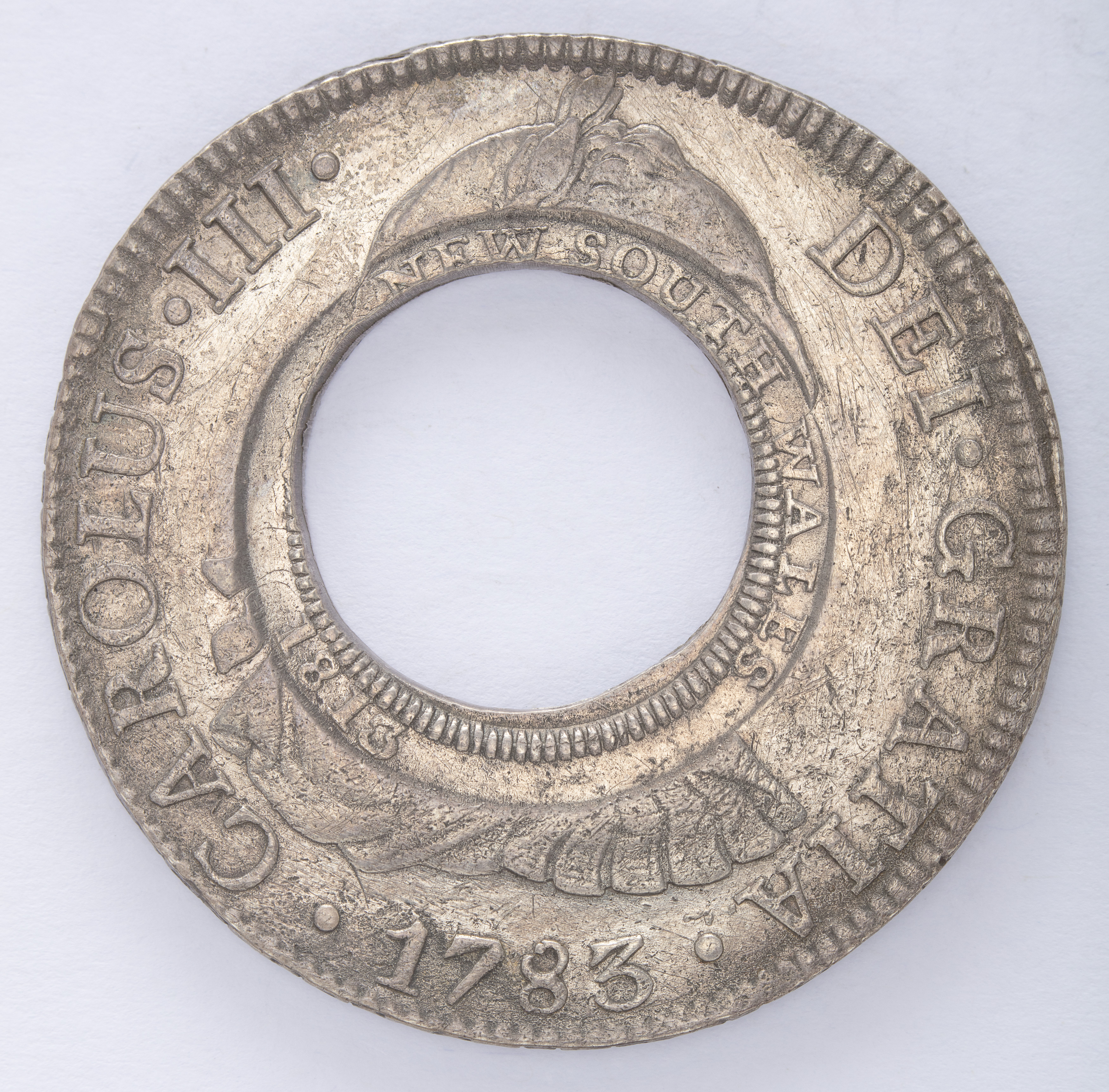
"دولار هولي" من نيو ساوث ويلز.

عملة الدولار المثقوبة ذات رأس هانيبال هي عملة دولار مثقوبة فريدة من نوعها مصنوعة من عملة إسبانية بقيمة ثمانية ريالات تحمل صورة جوزيف بونابرت. بيع العملة المعدنية بواسطة كوينووركس إلى جامع خاص في يوليو 2018 مقابل 500000 دولار.

## التاريخ
العملة الإسبانية الأصلية بقيمة ثمانية ريالات التي صنع منها رأس هانيبال المثقوب سكت في عام 1810 في ليما بيرو. في ذلك الوقت كان ملك إسبانيا هو الملك جوزيف الأول ملك إسبانيا الأخ الأكبر لنابليون بونابرت. ثار الشعب الإسباني ضد الحكم الفرنسي في كل من إسبانيا ومستعمراتها ونتيجة لذلك أصدرت دار سك العملة البيروفية عملات معدنية تحمل صورة غير لائقة ليوسف الأول. وهذا ما أعطى العملة المعدنية اسمها "رأس هانيبال".
في عام 1812 حول جزء كبير من العملة في نيو ساوث ويلز عن طريق التجارة مع التجار مما أدى إلى نقص في العملات المعدنية. أراد الحاكم لاكلان ماكواري حل هذه المشكلة من خلال إنشاء إمدادات من العملات المعدنية للمستعمرة والتي لن تكون قابلة للاستخدام خارجها. قام بشحن 40 ألف عملة فضية إسبانية بقيمة 8 ريالات إلى نيو ساوث ويلز وبدأ عملية تحويلها إلى الدولار الهولي. وللقيام بذلك وظف ماكواري المزور المدان ويليام هينشال وأعطاه مهمة ختم مراكز كل عملة وختمها بحيث تصبح عديمة الفائدة خارج المستعمرة. قيمت الحلقة الخارجية بخمسة شلنات بينما قيم القابس المركزي المعروف باسم "دام" بخمسة عشر بنسًا. ومن المعروف أن حوالي 300 من هذه العملات المعدنية لا تزال موجودة ومعظمها موجود في مجموعات خاصة.
في عام 1881 عثر على دولار هانيبال هيد هولي في تسمانيا فيما كان يُعتقد أنه كنز بوشرانجرز. لا يوجد سوى دولار واحد معروف به ثقب يحمل صورة رأس هانيبال وقد صنف على أنه " عالي الجودة للغاية تقريبًا ".
طرحت في مزاد عام 2018 في مزاداتالمستعمرة البارزة من خلالكوين وركس بقيمة تقدر بنحو 450 ألف دولار وبيع إلى جامع خاص مقابل 500 ألف دولار.